# River Wye (Buckinghamshire)
Der River Wye ist ein Wasserlauf in Buckinghamshire, England. Er entsteht nordwestlich von West Wycombe und fließt in südöstlicher Richtung durch High Wycombe. Östlich von Loudwater wendet er sich in eine südwestliche Richtung, in der er bis zu seiner Mündung in die Themse bei Bourne End fließt.